# Stara Pomarańczarnia

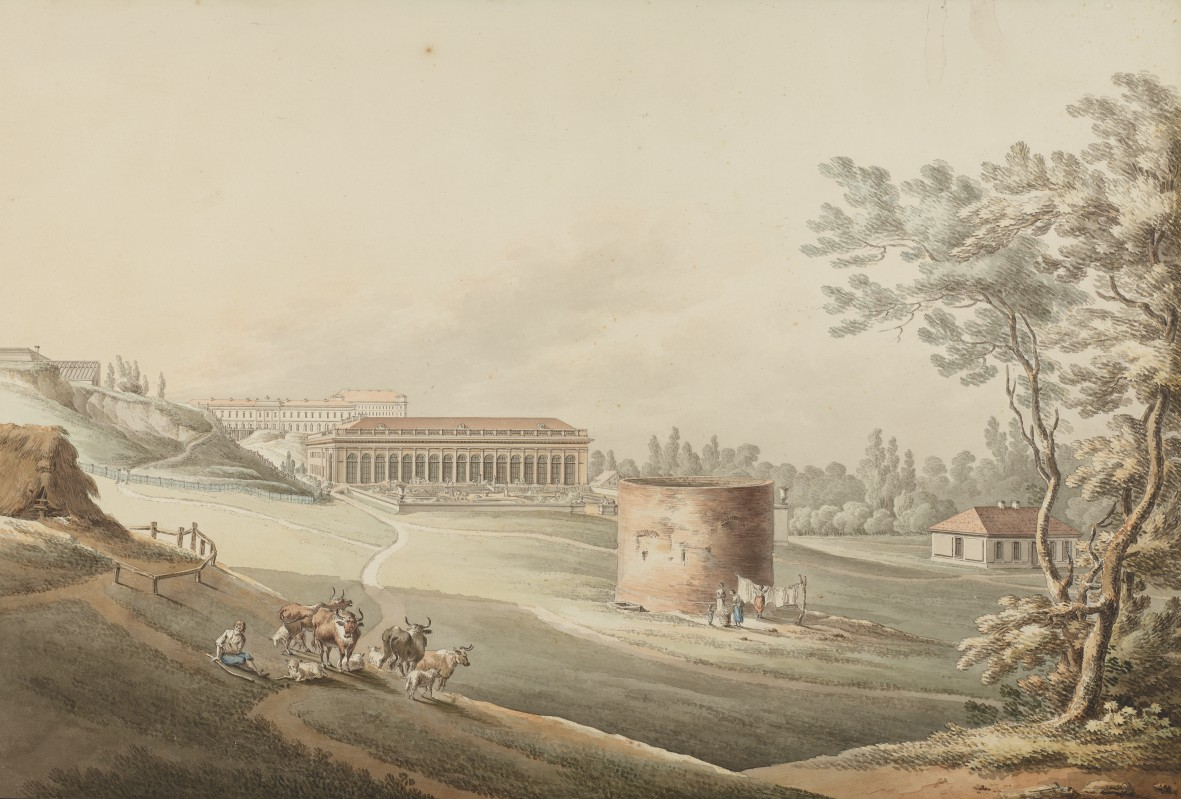
Stara Oranżeria i jej otoczenie na akwareli Zygmunta Vogla (1794−1795)

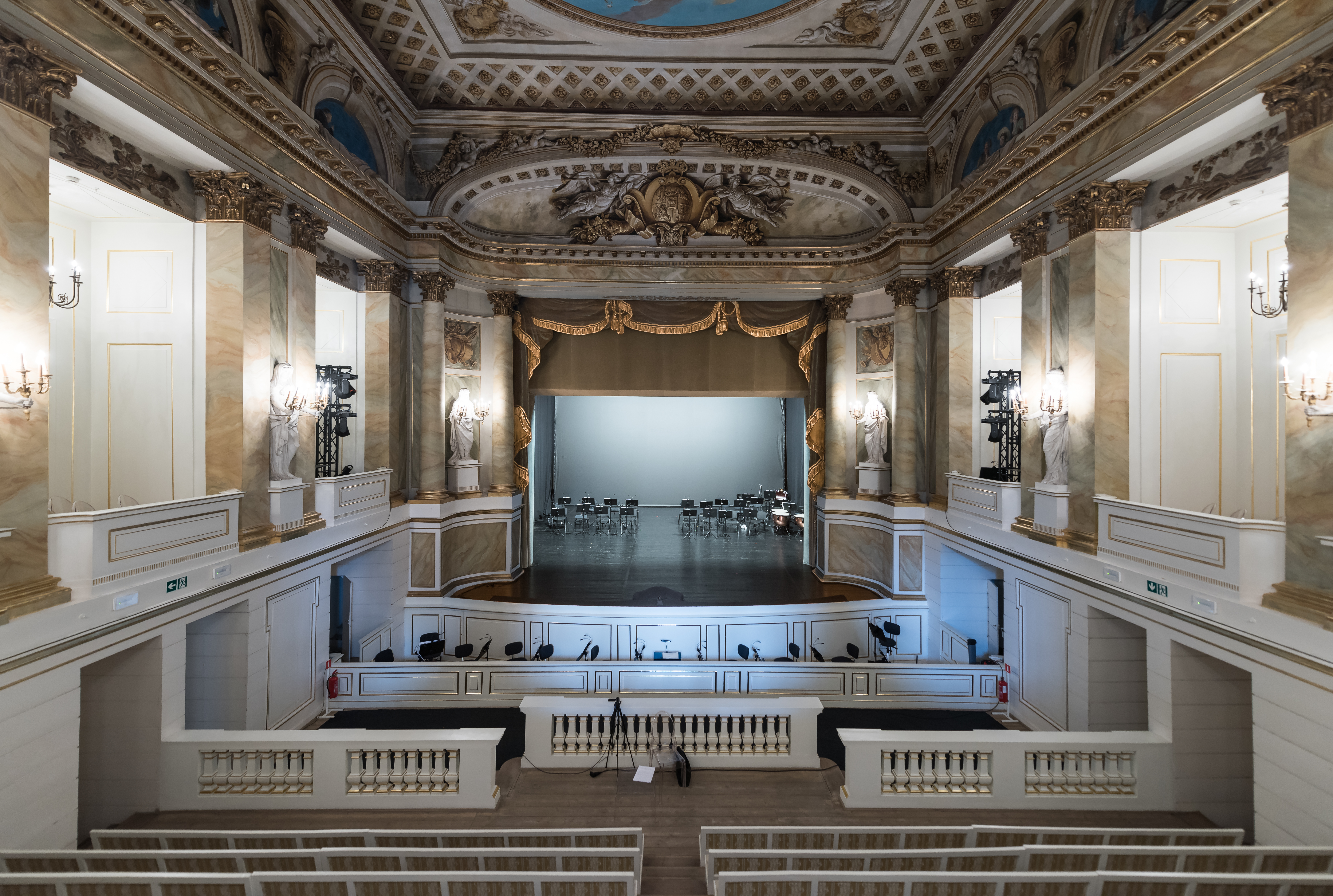
Teatr Królewski

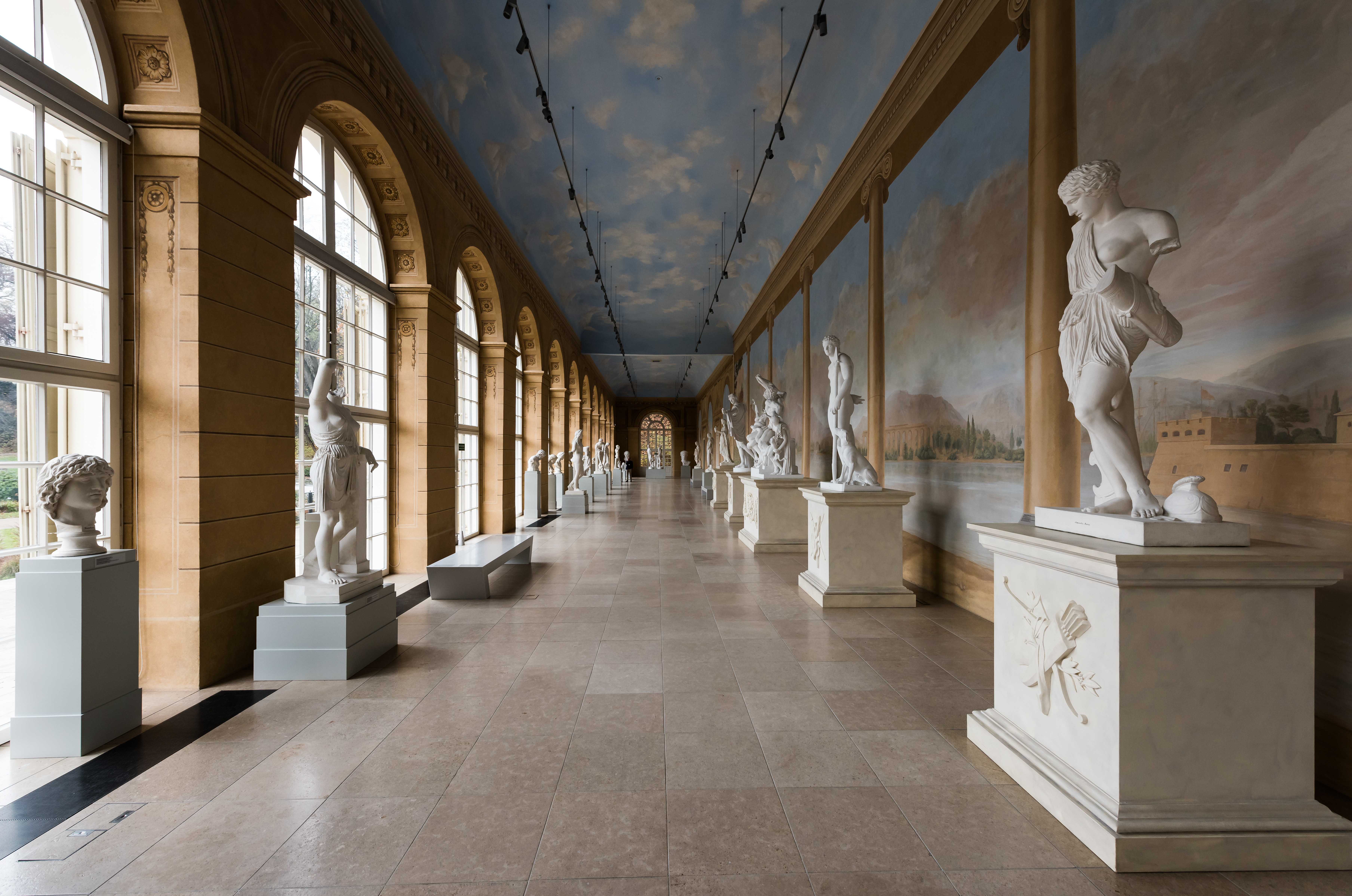
Królewska Galeria Rzeźby

Stara Pomarańczarnia, także Stara Oranżeria, pierwotnie Wielka Oranżeria  – klasycystyczna pomarańczarnia w Łazienkach Królewskich w Warszawie, wzniesiona w latach 1786–1788 według projektu Dominika Merliniego.
Stara Pomarańczarnia wykorzystywana do przechowywania drzew pomarańczowych, które latem zdobiły alejki parkowe w Łazienkach. We wschodnim skrzydle budynku mieścił się teatr dworski – Teatr Stanisławowski (Królewski).

## Historia
Starą Pomarańczarnię zbudowano jako miejsce do przechowywania drzew pomarańczowych, które latem zdobiły ogrody. Powstała w latach 1786–1788 według projektu Dominika Merliniego na planie prostokątnej podkowy. Od początku istnienia budynku dekorowano jego wnętrza.
Budynek został wzniesiony na terenie, gdzie wcześniej nie było zabudowań, poza wodozbiorem. Przyczyną było sąsiedztwo ze wsią Ujazdów. Dopiero gdy wieś została przeniesiona, na skarpie, która tworzyła malownicze tło, zaczęto budowę. Już w 1776 r. Merlini robił jej projekty. Początkowo miała to być budowla niewielka, lecz piętrowa, w stylu chińskim. Według innego planu miałaby szeroki front w formach klasycznych, ale byłaby zbyt niska. Kolejny projekt zawierał teatr znajdujący się w skrzydle. Szymon Bogumił Zug (ówczesny specjalista od „ogrodowej” architektury) w podobnym czasie również projektował Pomarańczarnię. Jego projekty bardzo różniły się od planów Merliniego. Zawierały bardziej skomplikowane formy, teatr miał być pośrodku, a oranżerie na skrzydłach. Dopiero po dziesięciu latach rozpoczęto budowę. Wybrano projekt Merliniego i to on został budowniczym Pomarańczarni i teatru. Budowa trwała dwa lata. Efekt najbardziej przypominał trzeci projekt. Podczas budowy zmieniono formy architektoniczne na prostsze i surowsze. Dekoracje projektował Jan Chrystian Kamsetzer. W jednym swoim projekcie zagospodarował górną ścianę malowidłem pejzażowym z krajobrazem włoskim i ruinami antycznymi. W drugim projekcie przed ścianą umieścił galerię najsławniejszych rzeźb starożytnych takich jak: Herakles Farnezyjski, Apollo Belwederski.
Pomarańczarnia jest jedynym budynkiem oprócz pałacu który ma elewacje utrzymane w późniejszym i surowszym stylu klasycznym. Kiedyś miała attykę i wyraźniejszy gzyms w częściach, które miały dwie kondygnacje. Dolna miała charakter cokołu o małych otworach. To wszystko zostało zmienione podczas remontów w XIX wieku. Od południa jest właściwa fasada, ma ona jedną kondygnację o 17 osiach. Jest niska, bardzo rozciągnięta, jednolita, złożona z półkoliście zamkniętych okien i drzwi, które są pooddzielane pilastrami. Taka architektura wywodzi się z Grand Trianon w Wersalu.
Budynek nie został zniszczony w czasie II wojny światowej.
W latach 1952–1965 przed budynkiem znajdował się pomnik księcia Józefa Poniatowskiego.
W 2015 przed Starą Oranżerią w miejscu trawiastych części historycznego założenia rabat i alejek powstał Ogród Holenderski zaprojektowany przez holenderskiego architekta krajobrazu Nieka Roozena.

## Architektura i wnętrza
Cały budynek wzniesiono na planie prostokątnej podkowy. Jego główną część stanowi oranżeria z Ogrodem Zimowym. W niej przechowywano zimą drzewa pomarańczowe. We wschodnim skrzydle znajduje się Teatr Stanisławowski.
W Ogrodzie Zimowym znajduje się Królewska Galeria Rzeźby. Była ona, obok Galerii Obrazów w pałacu Na Wyspie i Galerii Grafiki w Białym Domu jedną z trzech głównych galerii w Łazienkach Królewskich. Znajduje się tutaj stała ekspozycja rzeźb gipsowych i marmurowych pochodzących m.in. z kolekcji Stanisława Augusta, które ocalały podczas II wojny światowej. W latach 2012–2014 w budynku odsłonięto, poddano konserwacji i uzupełniono znajdujące się pod warstwami farby malowidła autorstwa Jana Chrystiana Kamsetzera. Malowidła pokrywały ok. 60% powierzchni ścian w foyer Teatru Stanisławowskiego i ścian w Ogrodzie Zimowym. Ich odkrycie było jednym z najważniejszych wydarzeń konserwatorskich w Warszawie w ostatnich latach.
Zaprojektowana przez Merliniego sala teatralna jest prostokątna i pozbawiona charakterystycznych dla tamtego okresu zaokrągleń. Widownia schodkowo wznosi się w górę i ma kilka rzędów ławek oraz 9 lóż (trzy naprzeciwko sceny i trzy po bokach). W 1787 r. Jan Bogumił Plersch razem z Antonim Gerżabkiem wykonali malowidło na suficie sali, przedstawiające Apolla na kwadrydze w otoczeniu geniuszów. Są tam również reliefowe medaliony Sofoklesa, Szekspira, Racine’a, Moliera.
Pas malowideł między belkowaniem a sufitem przedstawia dziewięć iluzjonistycznych lóż wypełnionych publicznością. Przez wiele lat przypisywano realistyczne malowidła w teatrze, przedstawiające współczesnych ludzi, Antoniemu Smuglewiczowi. Przyniosły mu sławę doskonałego malarza. W raportach o budowie Starej Pomarańczarni wymieniono imię Antoni. Powyższa wzmianka dotyczyła jednak Gerżabka, a nie Smuglewicza. W 1787 r. zarząd budowli królewskich zaprotokółował, że Plersch i Antoni Gerżabek będą pracować przy platformie. Podczas pracy skierowano jednak Gerżabka do malowania drugiego skrzydła, a Plersch dostał nowego pomocnika – Dąbrowskiego. W marcu 1788 r. obaj zaczęli malować salę widokową, która została oddana w lipcu. Dąbrowski za tę pracę dostawał wynagrodzenie 20 dukatów miesięcznie. Z raportów wynika, że Plersch malował, a Dąbrowski mu pomagał, jednak wymieniony jest jako autor plafonu. Jeśli plafon wykonał sam, można domniemywać, że dekoracje ścian zostawił dla pomocnika. Wskazywałby na to także odmienny styl wykonania obu tych elementów.

## Teatr Stanisławowski
We wschodnim skrzydle budynku mieści się unikatowy w skali światowej teatr dworski, w którym może zmieścić się 200 widzów. Ma 9 lóż rozmieszczonych na trzech ścianach oraz oryginalną dekorację widowni. Teatr składa się z głębokiej sceny o pochylonej podłodze, z zachowanymi oryginalnymi urządzeniami, m.in. rynną do robienia grzmotów. Całości dopełniają efektowny herb królewski nad sceną oraz medaliony z wizerunkami najznakomitszych (zdaniem króla) dramaturgów w dziejach: Sofoklesa, Szekspira, Moliera i Racine’a. Prawdziwym unikatem są także malowidła Jana Bogumiła Plerscha – ukazują iluzjonistyczny rząd lóż. Zostały namalowane na murach, przedstawiają widownię z wytworną publicznością dworską, damami spoglądającymi przez lorgnon na toalety sąsiadek, plotkującymi dworzanami itp. Wnętrze ma świetną akustykę, ponieważ zostało obudowane drewnem. Widownia złożona jest z parteru i lóż i odznacza się dekoracją malarską.
Teatr został otwarty 6 września 1788. Tego dnia amatorzy z otoczenia króla zagrali na nowej scenie francuską sztukę Charlesa Collégo La partie de chasse d'Henri IV. 14 września 1788 r., w rocznicę odsieczy wiedeńskiej, z okazji odsłonięcia pomnika Jana III odbyło się w „nowym teatrum” uroczyste przedstawienie dla liczniejszej publiczności. Teatr wzbudzał ogólny zachwyt. Był przeznaczony głównie dla króla i jego otoczenia. Mimo to w 1791 r. podczas przebudowy placu Krasińskich król oddał swój teatr na publiczne przedstawienie trupy Bogusławskiego.
W latach 1839–1840 teatr był odnawiany pod nadzorem ówczesnego prezesa dyrekcji teatrów, gen. Rautenstraucha i pod kierunkiem architektonicznym Ludwika Kozubowskiego. Z tego czasu pochodzą zmiany w elewacjach. Z XIX wieku pochodziły również pokrycia mebli i portiery w loży. W 1950 r. odbyły się ostatnie roboty konserwatorskie. Od 1962 r. teatr jest otwarty dla zwiedzających. Teatr nosi nazwę „stanisławowski”, ponieważ w tamtych czasach panował Stanisław August Poniatowski i to właśnie jemu zawdzięcza się Park Łazienkowski.
Od 2017 teatr jest jedną ze scen warszawskich Polskiej Opery Królewskiej.
W pobliżu budynku znajduje się rzeźba Psa Asa wyznaczająca miejsce pochówku psów strażniczych muzeum.